# Championnat d'Europe masculin de rink hockey des moins de 17 ans
Pour les articles homonymes, voir Championnat d'Europe de rink hockey.
Le championnat d'Europe de rink hockey masculin des moins de 17 ans est une compétition de rink hockey  au cours de laquelle s'affrontent les équipes nationales masculines de moins de 17 ans (cadets) de pays européens. Il a lieu tous les ans et est organisé par la World Skate Europe.

## Palmarès
Le tableau ci-après donne le palmarès du championnat d'Europe depuis sa création en 1981. La première édition n'étant pas comptabilisée officiellement. On accède à l'article qui traite d'une saison particulière en cliquant sur l'année de la compétition.
| Édition | Année | Lieu                          | Or       | Argent   | Bronze     | Quatrième  |
| ------- | ----- | ----------------------------- | -------- | -------- | ---------- | ---------- |
| -       | 1981  | La Haye, Pays-Bas             | Portugal | Italie   | Espagne    | Allemagne  |
| 1       | 1982  | Zaandam, Pays-Bas             | Italie   | Portugal | Pays-Bas   | Allemagne  |
| 2       | 1983  | Cascais, Portugal             | Italie   | Espagne  | Portugal   | France     |
| 3       | 1984  | Viareggio, Italie             | Italie   | Espagne  | Allemagne  | Pays-Bas   |
| 4       | 1985  | Palma de Majorque, Espagne    | Portugal | Italie   | Espagne    | Suisse     |
| 5       | 1986  | Oliveira de Azeméis, Portugal | Portugal | Italie   | Espagne    | Suisse     |
| 6       | 1987  | Vercelli, Italie              | Portugal | Espagne  | Italie     | Suisse     |
| 7       | 1988  | Villeneuve, Suisse            | Italie   | Portugal | Espagne    | Suisse     |
| 8       | 1989  | Anadia, Portugal              | Portugal | Italie   | Espagne    | France     |
| 9       | 1990  | Andorre                       | Espagne  | Portugal | Italie     | France     |
| 10      | 1991  | Düsseldorf, Allemagne         | Espagne  | Portugal | Italie     | France     |
| 11      | 1992  | Viareggio, Italie             | Italie   | Portugal | Espagne    | Suisse     |
| 12      | 1993  | La Roche-sur-Yon, France      | Espagne  | Portugal | Italie     | France     |
| 13      | 1994  | Montreux, Suisse              | Espagne  | Italie   | Portugal   | France     |
| 14      | 1995  | Igualada, Espagne             | Espagne  | Portugal | France     | Suisse     |
| 15      | 1996  | Oliveira de Azeméis, Portugal | Espagne  | Portugal | Suisse     | France     |
| 16      | 1997  | Barnsley, Angleterre          | Espagne  | Portugal | Italie     | Angleterre |
| 17      | 1998  | La Roche-sur-Yon, France      | Portugal | Espagne  | Italie     | France     |
| 18      | 1999  | Vasto, Italie                 | Portugal | Espagne  | Suisse     | Italie     |
| 19      | 2000  | Duisbourg, Allemagne          | Portugal | Espagne  | Italie     | Suisse     |
| 20      | 2001  | Alcobaça, Portugal            | Espagne  | Portugal | Italie     | Suisse     |
| 21      | 2002  | Saint-Omer, France            | Espagne  | Portugal | France     | Allemagne  |
| 22      | 2003  | Wimmis, Suisse                | Espagne  | Portugal | Suisse     | Italie     |
| 23      | 2004  | Viareggio, Italie             | Espagne  | Portugal | Italie     | France     |
| 24      | 2005  | Quimper, France               | Portugal | Espagne  | France     | Italie     |
| 25      | 2006  | Sesimbra, Portugal            | Espagne  | Portugal | France     | Allemagne  |
| 26      | 2007  | Nantes, France                | Espagne  | Portugal | France     | Allemagne  |
| 27      | 2008  | Bassano del Grappa, Italie    | Portugal | Italie   | Espagne    | France     |
| 28      | 2009  | Dinan, France                 | Portugal | Espagne  | France     | Italie     |
| 29      | 2010  | Northampton, Angleterre       | Espagne  | Portugal | Angleterre | Italie     |
| 30      | 2011  | Genève, Suisse                | Espagne  | Portugal | Italie     | Allemagne  |
| 31      | 2012  | Ploufragan, France            | Espagne  | France   | Portugal   | Italie     |
| 32      | 2013  | Alcobendas, Espagne           | Portugal | France   | Espagne    | Italie     |
| 33      | 2014  | Gujan-Mestras, France         | Italie   | Espagne  | Portugal   | France     |
| 34      | 2015  | Luso, Portugal                | Portugal | Espagne  | France     | Italie     |
| 35      | 2016  | Mieres, Espagne               | Espagne  | Portugal | France     | Allemagne  |
| 36      | 2017  | Fanano, Italie                | Portugal | Espagne  | Italie     | France     |
| 37      | 2018  | Correggio, Italie             | Espagne  | Portugal | France     | Italie     |
| 38      | 2019  | Torres Vedras, Portugal       | Espagne  | Portugal | Italie     | Suisse     |
| 39      | 2021  | Paredes, Portugal             | Espagne  | Portugal | Italie     | France     |
| 40      | 2022  | Sant Sadurní d'Anoia, Espagne | Espagne  | Portugal | Italie     | France     |
| 41      | 2023  | Correggio, Italie             | Espagne  | Portugal | Italie     | France     |
| 42      | 2024  | Olot, Espagne                 | Portugal | Espagne  | Italie     | France     |
| 43      | 2025  | Gujan-Mestras, France         | Portugal | Espagne  | Italie     | France     |

## Bilan
L'Espagne a le meilleur palmarès dans cette compétition avec 22 titres en 43 éditions. Deux autres sélections ont gagné au moins une fois le championnat, le Portugal et l'Italie. La France est la seule équipe finaliste à n'a pas avoir remporté le titre.

| Rang | Équipe     | Or  | Argent | Bronze | Total |
| ---- | ---------- | --- | ------ | ------ | ----- |
| 1    | Espagne    | 22  | 13     | 7*     | 42    |
| 2    | Portugal   | 15* | 23     | 4      | 42    |
| 3    | Italie     | 6   | 5*     | 17     | 28    |
| 4    | France     | 0   | 2      | 9      | 11    |
| 5    | Suisse     | 0   | 0      | 3      | 3     |
| 6    | Allemagne  | 0   | 0      | 1      | 1     |
| 6    | Angleterre | 0   | 0      | 1      | 1     |
| 6    | Pays-Bas   | 0   | 0      | 1      | 1     |

* Le résultat de la première édition de 1981 n'est pas pris en compte dans le bilan car ce championnat n'est pas comptabilisé officiellement.
Mise à jour au 19 juillet 2025

## Galerie d'images

Édition 2002
Édition 2005
Édition 2006
Édition 2007
Édition 2023
Édition 2024
Édition 2025